# Éloïse de la Taille
Éloïse de la Taille (11 de mayo de 1999) es una deportista francesa que compite en atletismo. Ganó una medalla de plata en los Juegos Mediterráneos de 2022, en la prueba de 4 × 100 m.